# Cynanchum maasii
Cynanchum maasii är en oleanderväxtart som beskrevs av G. Morillo. Cynanchum maasii ingår i släktet Cynanchum och familjen oleanderväxter. Inga underarter finns listade i Catalogue of Life.